# Real (галера)
«Real» (с исп. — «Королевская») — испанская галера, флагманский корабль флота Священной лиги в битве при Лепанто.

## Описание
«Real» была спроектирована как 30-баночная 2-мачтовая галера с пропорциями, характерными для судов данного класса, со всеми его достоинствами и недостатками. Узкий мелкосидящий корпус вкупе с широкой платформой, уложенной на боковые кронштейны, обеспечивал достаточно высокую скорость хода, но в то же время делал галеру недостаточно остойчивой и маломореходной. «Real» могла использоваться только при спокойном море, а непогоду была вынуждена пережидать в портах и бухтах.
Декоративное убранство судна в стиле барокко, только начинавшего входить в моду в Европе, делало его настоящим произведением искусства. Разработка декора корабля была поручена одному из крупнейших представителей испанского Возрождения Хуану де Маль Лара. Надстройка на юте снаружи была украшена чередующимися скульптурами и живописными картинами на античные и библейские сюжеты работы выдающихся мастеров своего времени Хуана Баутиста Васкеса Старшего и Бенвенуто Тортелло; обилие покрытой золотом резьбы по дереву придавало галере поистине «королевский» вид. Шпиронная фигура – Нептун верхом на дельфине – была изготовлена скульптором Габриэлем Алабертом. Двухцветные красно-белые паруса свидетельствовали о том, что галера являлась флагманским судном, поскольку обычные галеры оснащались парусами из некрашеной ткани. Кормовой фонарь в то время устанавливался только на флагманских галерах; на «Real» – в качестве особого шика – были установлены сразу три кормовых фонаря.

## Участие в битве при Лепанто[4][5]
«Real» с главнокомандующим доном Хуаном Австрийским на борту находилась в центре боевого порядка флота Священной лиги. Поединок «Real» с турецкой флагманской галерой «Sultana» стал одним из ключевых эпизодов битвы. После обмена орудийными залпами, в результате чего была повреждена грот-мачта «Real», корабли столкнулись лоб в лоб, причём таран «Sultana» проник в «Real» до четвёртой скамьи. Ожесточённая абордажная схватка длилась около часа, обоим флагманам пришли на помощь другие корабли. Испанцы отбили две атаки турок и сами с третьей попытки захватили «Sultana».
Дон Хуан Австрийский, облачённый в сверкающие доспехи, показал пример личной храбрости и был ранен в ногу. Османский адмирал Али-паша Муэдзинзаде был убит в перестрелке, его голова была отрублена испанским солдатом, который насадил её на пику и размахивал ей, чтобы придать храбрости товарищам. На «Sultana» было захвачено зелёное знамя Пророка, вручённое султаном Селимом II Али-паше в начале кампании, и золота на 150 000 цехинов.

## Воссоздание
В 1965 году, в преддверии 400-летнего юбилея битвы при Лепанто, директор Морского музея Барселоны Хосе Мартинес-Хидальго выдвинул идею воссоздания корабля. Кропотливая работа по разработке чертежей заняла несколько лет. Группе энтузиастов и профессиональных историков на основе старинных описаний, рисунков, гравюр и моделей удалось выполнить максимально достоверную реконструкцию парусно-гребного судна XVI века, и 7 октября 1971 года, в годовщину знаменитой битвы, оно было спущено на воду. В настоящее время воссозданная галера находится в экспозиции Морского музея Барселоны.
|  |  |  |  |